# Tuszynek Majoracki
Tuszynek Majoracki – wieś w Polsce położona w województwie łódzkim, w powiecie łódzkim wschodnim, w gminie Tuszyn.
Przez wieś przebiega droga asfaltowa, powiatowa nr 02929E.
W latach 1975–1998 miejscowość administracyjnie należała do województwa piotrkowskiego.
Zobacz też: Tuszynek